# Zhdánivka
Zhdánivka (en ucraniano: Жданівка; en ruso: Ждановка, romanizado: Zhdánovka) es una ciudad ucraniana perteneciente al óblast de Donetsk. Situada en el este del país, hasta 2020 pertenecía al área municipal de Jartsizsk, pero hoy es parte del raión de Jórlivka y del municipio (hromada) homónimo.
La ciudad se encuentra ocupada por Rusia desde la guerra del Dombás, siendo administrada como parte de la de facto República Popular de Donetsk.

## Geografía
La ciudad está ubicada a 30 km al sureste de Jórlivka y a 37 km al noreste de Donetsk.

## Historia
La ciudad actual fue fundada como un asentamiento llamado Novo-Zhdánivka (en ucraniano: Ново-Жданівка) debido al desarrollo de la minería del carbón en la región en 1926. El pueblo recibió su nombre actual en 1959 en honor al político soviético Andréi Zhdánov, y a Zhdánivka se le concedió el estatus de ciudad en 1966. La ciudad ha sido una ciudad de importancia regional desde 1992.
A partir de mediados de abril de 2014, los separatistas prorrusos capturaron varias ciudades en el óblast de Donetsk en la guerra del Dombás, incluyendo Zhdánivka. Según los informes, el 16 de agosto de 2014, las fuerzas ucranianas aseguraron la ciudad de los separatistas prorrusos.El 20 de septiembre de 2014, las tropas ucranianas abandonaron la ciudad debido a la amenaza de cerco. Desde entonces, ha permanecido bajo el control de la llamada República Popular de Donetsk.

## Demografía
La evolución de la población de Zhdánivka entre 1959 y 2022 fue la siguiente:
| 12 512                                                        | 12 109 | 12 833 | 14 433 | 13 688 | 13 082 | 12 352 | 12 392 | 11 867 |
| (Fuente: Cities & Towns of Ukraine y UKRAINE: Größere Städte) |        |        |        |        |        |        |        |        |

Según el censo de 2001, el 48,3% de la población son ucranianos, el 47,4% son rusos y el resto de minorías son principalmente bielorrusos (1,4%). En cuanto al idioma, la lengua materna de la mayoría de los habitantes, el 88,05%, es el ruso; del 10,94% es el ucraniano.

## Economía
Más del 70% están empleados en la economía nacional y trabajan en la industria. Los principales negocios son las minas.

## Infraestructura

### Transporte
Zhdánivka está a 8 km de la estación de tren de Nizhniokrinka y por él pasa en la carretera Donetsk-Míllerovo.